# Feissons-sur-Isère
Feissons-sur-Isère is een plaats en voormalige gemeente in het Franse departement Savoie in de regio Auvergne-Rhône-Alpes en telt 548 inwoners (2005). De plaats maakt deel uit van het arrondissement Albertville.

## Geschiedenis
Feissons-sur-Isère ging op 1 januari 2019 samen met de gemeente Bonneval op in de gemeente La Léchère, die daarmee de status van commune nouvelle kreeg.

## Geografie
De oppervlakte van Feissons-sur-Isère bedraagt 12,1 km², de bevolkingsdichtheid is 45,3 inwoners per km².
De onderstaande kaart toont de ligging van Feissons-sur-Isère met de belangrijkste infrastructuur en aangrenzende gemeenten.

## Demografie
Onderstaande figuur toont het verloop van het inwonertal (bron: INSEE-tellingen).